# Николай V (патриарх Александрийский)
Патриарх Николай V (греч. Πατριάρχης Νικόλαος Ε΄, в миру Нико́лаос Евангели́дис, греч. Νικόλαος Ευαγγελίδης; август 1876, Янина — 3 марта 1939) — епископ Александрийской православной церкви, Папа и Патриарх Александрийский и всей Африки (1936—1939).

## Биография
Окончил богословский факультет Афинского университета. Женился и преподавал в Янине.
В 1910 году умирает его жена, и 13 марта 1911 года был рукоположён во диакона Патриархом Фотием, а 9 сентября 1912 года — в сан священника. Отличался исключительными спобностями в духовной и административной сферах.
6 декабря 1918 года в соборе святого Николая в Каире хиротонисан в митрополита Нубийского. Хиротонию совершили: Патриарх Александрийский Фотий, митрополит Триполиский Феофан (Мосхонас), митрополит Писулисийский Полиевкт (Кириакидис), митрополит Мемфисский Нектарий (Иорданидис).
3 — 21 августа 1927 года в числе делегации Александрийской православной церкви участвовал в комнференции «Вера и церковное устройство» в швейцарском городе Лозанне.
15 декабря 1927 года назначен митрополитом Ермопольским, имертимом и экзархом Первого Египта.
11 февраля 1936 года, после смерти Патриарха Мелетия II избран Папой и Патриархом Александрийским и всей Африки.
После выборов патриарх поручил смешанной комиссии, которая состояла из греков и сирийцев, подробно изучить вопрос о порядке избрания главы Церкви. Комиссия работала долгое время, что привело к запоздалому признанию египетскими властями результатов выборов нового патриарха, что произошло лишь в марте 1937 года, когда было принято новое правило о выборах главы Александрийской Церкви. В этом правиле говорилось, что православные сирийской диаспоры принимают участие в выборах нового патриарха на равных правах. В январе 1939 года правительство признало новый устав Александрийской Патриархии.
Ему удалось перевести отношения с египетским правительством в русло сотрудничества и взаимопонимания. Также большое внимание он уделял церковным учебным заведениям.
Патриаршество Николая V продлилось недолго, и, поэтому он не успел осуществить своего дела до конца.
Скоропостижно скончался 3 марта 1939 года.